# Прва лига Грчке у кошарци
Прва лига Грчке у кошарци (грч. Πρωτάθλημα Ελλάδας καλαθοσφαίρισης ανδρών), је назив прве професионалне кошаркашке лиге у Грчкој. Лига је основана 1927. и сматра се једном од најјачих у Европи.

## Формат такмичења
Лига се састоји од 12 тимова који играју од октобра до јуна укупно 22 утакмица у регуларном делу, након чега се првих 8 тимова такмичи у доигравању. Четвртфинала се играју на две, а полуфинале и финале на три победе. Последња два тима испадају у другу лигу.

## Клубови у сезони 2023/24.
- АЕК Атина, Атина
- Аполон Патра, Патра
- Арис, Солун
- АСК Кардицас, Кардица
- Лаврио, Лаврио
- Колосос Родос, Родос
- Маруси, Маруси
- Олимпијакос, Пиреј
- Панатинаикос, Атина
- ПАОК, Солун
- Перистери, Перистери
- Промитеас Патра, Патра

## Прваци Грчке
| - 1927/28. - Ираклис - 1928/29. - Панелиниос - 1929/30. - Арис - 1930—1934. - није одржавано - 1934/35. - Ираклис - 1935/36. - Нир Ист - 1936/37. - Атински Универзитет - 1937/38. - није одржано - 1938/39. - Панелиниос - 1939/40. - Панелиниос - 1940—1945. - лига прекинута због Другог светског рата - 1945/46. - Панатинаикос - 1946/47. - Панатинаикос - 1947/48. - није одржано - 1948/49. - Олимпијакос - 1949/50. - Панатинаикос - 1950/51. - Панатинаикос - 1951/52. - није одржано - 1952/53. - Панелиниос - 1953/54. - Панатинаикос - 1954/55. - Панелиниос - 1955/56. - није одржано - 1956/57. - Панелиниос - 1957/58. - АЕК Атина - 1958/59. - ПАОК - 1959/60. - Олимпијакос - 1960/61. - Панатинаикос - 1961/62. - Панатинаикос - 1962/63. - АЕК Атина - 1963/64. - АЕК Атина - 1964/65. - АЕК Атина - 1965/66. - АЕК Атина - 1966/67. - Панатинаикос - 1967/68. - АЕК Атина - 1968/69. - Панатинаикос - 1969/70. - АЕК Атина - 1970/71. - Панатинаикос - 1971/72. - Панатинаикос - 1972/73. - Панатинаикос - 1973/74. - Панатинаикос - 1974/75. - Панатинаикос - 1975/76. - Олимпијакос - 1976/77. - Панатинаикос - 1977/78. - Олимпијакос - 1978/79. - Арис - 1979/80. - Панатинаикос | - 1980/81. - Панатинаикос - 1981/82. - Панатинаикос - 1982/83. - Арис - 1983/84. - Панатинаикос - 1984/85. - Арис - 1985/86. - Арис - 1986/87. - Арис - 1987/88. - Арис - 1988/89. - Арис - 1989/90. - Арис - 1990/91. - Арис - 1991/92. - ПАОК - 1992/93. - Олимпијакос - 1993/94. - Олимпијакос - 1994/95. - Олимпијакос - 1995/96. - Олимпијакос - 1996/97. - Олимпијакос - 1997/98. - Панатинаикос - 1998/99. - Панатинаикос - 1999/00. - Панатинаикос - 2000/01. - Панатинаикос - 2001/02. - АЕК Атина - 2002/03. - Панатинаикос - 2003/04. - Панатинаикос - 2004/05. - Панатинаикос - 2005/06. - Панатинаикос - 2006/07. - Панатинаикос - 2007/08. - Панатинаикос - 2008/09. - Панатинаикос - 2009/10. - Панатинаикос - 2010/11. - Панатинаикос - 2011/12. - Олимпијакос - 2012/13. - Панатинаикос - 2013/14. - Панатинаикос - 2014/15. - Олимпијакос - 2015/16. - Олимпијакос - 2016/17. - Панатинаикос - 2017/18. - Панатинаикос - 2018/19. - Панатинаикос - 2019/20. - Панатинаикос - 2020/21. - Панатинаикос - 2021/22. - Олимпијакос - 2022/23. - Олимпијакос - 2023/24. - Панатинаикос - 2024/25. - Олимпијакос |

## Финала (1987-данас)
| Сезона   | Првак | Рез. финала                                                                                                  | Вицепрвак | МВП финала                                                                                                   | | | |
| 1986/87. | Арис | 3:0 | Паниониос | — | | | |
| 1987/88. | Арис | 3:0 | ПАОК | / Никос Галис                                                                                                | | | |
| 1988/89. | Арис | 3:1 | ПАОК | / Никос Галис                                                                                                | | | |
| 1989/90. | Финале није играно. Арис првак после лигашког дела сезоне.                                                   | Финале није играно. Арис првак после лигашког дела сезоне.                                                   | Финале није играно. Арис првак после лигашког дела сезоне.                                                   | Финале није играно. Арис првак после лигашког дела сезоне.                                                   | Финале није играно. Арис првак после лигашког дела сезоне.                                                   | Финале није играно. Арис првак после лигашког дела сезоне.                                                   | Финале није играно. Арис првак после лигашког дела сезоне.                                                   |
| 1990/91. | Арис | 4:2 | ПАОК | / Никос Галис                                                                                                | | | |
| 1991/92. | ПАОК | 4:1 | Олимпијакос                                                                                                  | Панајотис Фасулас                                                                                            | | | |
| 1992/93. | Олимпијакос                                                                                                  | 3:1 | Панатинаикос                                                                                                 | Јоргос Сигалас                                                                                               | | | |
| 1993/94. | Олимпијакос                                                                                                  | 3:2 | ПАОК | Јоргос Сигалас                                                                                               | | | |
| 1994/95. | Олимпијакос                                                                                                  | 3:2 | Панатинаикос                                                                                                 | Еди Џонсон                                                                                                   | | | |
| 1995/96. | Олимпијакос                                                                                                  | 3:2 | Панатинаикос                                                                                                 | Јоргос Сигалас                                                                                               | | | |
| 1996/97. | Олимпијакос                                                                                                  | 3:1 | АЕК Атина | Јоргос Сигалас                                                                                               | | | |
| 1997/98. | Панатинаикос                                                                                                 | 3:2 | ПАОК | Дино Рађа | | | |
| 1998/99. | Панатинаикос                                                                                                 | 3:2 | Олимпијакос                                                                                                  | Дејан Бодирога                                                                                               | | | |
| 1999/00. | Панатинаикос                                                                                                 | 3:0 | ПАОК | Дејан Бодирога                                                                                               | | | |
| 2000/01. | Панатинаикос                                                                                                 | 3:2 | Олимпијакос                                                                                                  | Жељко Ребрача                                                                                                | | | |
| 2001/02. | АЕК Атина | 3:2 | Олимпијакос                                                                                                  | Димос Дикудис                                                                                                | | | |
| 2002/03. | Панатинаикос                                                                                                 | 3:1 | АЕК Атина | Јака Лакович                                                                                                 | | | |
| 2003/04. | Панатинаикос                                                                                                 | 3:0 | Маруси | Никос Хацивретас                                                                                             | | | |
| 2004/05. | Панатинаикос                                                                                                 | 3:1 | АЕК Атина | Јака Лакович                                                                                                 | | | |
| 2005/06. | Панатинаикос                                                                                                 | 3:0 | Олимпијакос                                                                                                  | Димитрис Дијамантидис Василис Спанулис                                                                       | | | |
| 2006/07. | Панатинаикос                                                                                                 | 3:2 | Олимпијакос                                                                                                  | Димитрис Дијамантидис                                                                                        | | | |
| 2007/08. | Панатинаикос                                                                                                 | 3:2 | Олимпијакос                                                                                                  | Василис Спанулис                                                                                             | | | |
| 2008/09. | Панатинаикос                                                                                                 | 3:1 | Олимпијакос                                                                                                  | Дру Николас                                                                                                  | | | |
| 2009/10. | Панатинаикос                                                                                                 | 3:1 | Олимпијакос                                                                                                  | Мајкл Батист                                                                                                 | | | |
| 2010/11. | Панатинаикос                                                                                                 | 3:1 | Олимпијакос                                                                                                  | Димитрис Дијамантидис Мајкл Батист                                                                           | | | |
| 2011/12. | Олимпијакос                                                                                                  | 3:2 | Панатинаикос                                                                                                 | Костас Папаниколау Јоргос Принтезис                                                                          | | | |
| 2012/13. | Панатинаикос                                                                                                 | 3:0 | Олимпијакос                                                                                                  | Стефан Лазме                                                                                                 | | | |
| 2013/14. | Панатинаикос                                                                                                 | 3:2 | Олимпијакос                                                                                                  | Димитрис Дијамантидис                                                                                        | | | |
| 2014/15. | Олимпијакос                                                                                                  | 3:0 | Панатинаикос                                                                                                 | Василис Спанулис Јоргос Принтезис                                                                            | | | |
| 2015/16. | Олимпијакос                                                                                                  | 3:1 | Панатинаикос                                                                                                 | Василис Спанулис                                                                                             | | | |
| 2016/17. | Панатинаикос                                                                                                 | 3:2 | Олимпијакос                                                                                                  | Мајк Џејмс                                                                                                   | | | |
| 2017/18. | Панатинаикос                                                                                                 | 3:2 | Олимпијакос                                                                                                  | Мајк Џејмс                                                                                                   | | | |
| 2018/19. | Панатинаикос                                                                                                 | 3:0 | Промитеас Патра                                                                                              | / Мет Лоџески                                                                                                | | | |
| 2019/20. | Панатинаикос — због пандемије ковида 19 проглашен за првака Грчке на основу пласмана у лигашком делу сезоне. | Панатинаикос — због пандемије ковида 19 проглашен за првака Грчке на основу пласмана у лигашком делу сезоне. | Панатинаикос — због пандемије ковида 19 проглашен за првака Грчке на основу пласмана у лигашком делу сезоне. | Панатинаикос — због пандемије ковида 19 проглашен за првака Грчке на основу пласмана у лигашком делу сезоне. | Панатинаикос — због пандемије ковида 19 проглашен за првака Грчке на основу пласмана у лигашком делу сезоне. | Панатинаикос — због пандемије ковида 19 проглашен за првака Грчке на основу пласмана у лигашком делу сезоне. | Панатинаикос — због пандемије ковида 19 проглашен за првака Грчке на основу пласмана у лигашком делу сезоне. |
| 2020/21. | Панатинаикос                                                                                                 | 3:1 | Лаврио | Јанис Папапетру                                                                                              | | | |
| 2021/22. | Олимпијакос                                                                                                  | 3:0 | Панатинаикос                                                                                                 | Александар Везенков Костас Слукас                                                                            | | | |
| 2022/23. | Олимпијакос                                                                                                  | 3:1 | Панатинаикос                                                                                                 | / Томас Вокап                                                                                                | | | |
| 2023/24. | Панатинаикос                                                                                                 | 3:2 | Олимпијакос                                                                                                  | Костас Слукас                                                                                                | | | |
| 2024/25. | Олимпијакос                                                                                                  | 3:1 | Панатинаикос                                                                                                 | Александар Везенков                                                                                          | | | |

## Успешност клубова
| Клуб                | Првак | Година (првак) |
| ------------------- | ----- | --- |
| Панатинаикос        | 40    | 1946, 1947, 1950, 1951, 1954, 1961, 1962, 1967, 1969, 1971, 1972, 1973, 1974, 1975, 1977, 1980, 1981, 1982, 1984, 1998, 1999, 2000, 2001, 2003, 2004, 2005, 2006, 2007, 2008, 2009, 2010, 2011, 2013, 2014, 2017, 2018, 2019, 2020, 2021, 2024 |
| Олимпијакос         | 15    | 1949, 1960, 1976, 1978, 1993, 1994, 1995, 1996, 1997, 2012, 2015, 2016, 2022, 2023, 2025 |
| Арис                | 10    | 1930, 1979, 1983, 1985, 1986, 1987, 1988, 1989, 1990, 1991 |
| АЕК Атина           | 8     | 1958, 1963, 1964, 1965, 1966, 1968, 1970, 2002 |
| Панелиниос          | 6     | 1929, 1939, 1940, 1953, 1955, 1957 |
| Ираклис             | 2     | 1928, 1935 |
| ПАОК                | 2     | 1959, 1992 |
| Нир Ист             | 1     | 1936 |
| Атински Универзитет | 1     | 1937 |